# Lágrimas (canción de JD Natasha)
Lágrimas es el primer sencillo del álbum Imperfecta/Imperfect, primero en la carrera de la cantante JD Natasha.

## Información general
Alcanzó el lugar 14 en el Billboard Hot Latin Tracks y el lugar 8 en el Latin Pop Airplay. Fue nominado en 2005 a un Grammy Latino en la categoría Mejor Canción Rock, perdiendo frente a Nada Valgo Sin Tu Amor de Juanes.

## Video
El video fue dirigido por Pablo Croce y grabado en una antigua casona en Argentina. Fue un éxito en canales como Ritmoson Latino y MTV, donde alcanzó el número 1 del top musical.

## Formatos y canciones[1]
| Sencillo en CD |                                    |              |          |  |
| N.º            | Título                             | Escritor(es) | Duración |  |
| 1.             | «Lágrimas»                         | Dueñas/Chan  | 3:04     |  |
| 2.             | «Lágrimas (Full Acoustic Version)» | Dueñas/Chan  | 2:59     |  |
| 6:03           |                                    |              |          |  |